# Jan Černohorský z Boskovic na Černé Hoře
Jan Černohorský z Boskovic na Černé Hoře († 1554) byl moravský šlechtic pocházející z rodu pánů z Boskovic.

## Život
Jeho otcem byl Beneš Černohorský z Boskovic mladší, sourozenci Jaroslava byli Tas Černohorský z Boskovic na Černé Hoře, Dobeš Rosický z Boskovic, Jaroslav Černohorský z Boskovic a Barbora. Spolu se svými bratry držel od otcovy smrti roku 1507 značný majetek, jehož centrum tvořil hrad Černá Hora.
Jan Černohorský se proslavil ve válce o landshutské dědictví a zejména v bitvě u Řezna (u Schönbergu) 12. září 1504.
Za ženu měl Marii Salomenu a s ní jediného syna Dobeše Jetřicha. Jan Černohorský z Boskovic zemřel roku 1554. Jeho syn Dobeš Jetřich ho přežil o pouhé tři roky jako bezdětný.